# Jan Novák (Eishockeyspieler)
Jan Novák (* 9. Februar 1979 in Havlíčkův Brod, Tschechoslowakei) ist ein tschechischer Eishockeyspieler, der seit Oktober 2016 erneut beim HC Slavia Prag in der tschechischen Extraliga unter Vertrag steht.

## Karriere
Jan Novák stammt aus dem Nachwuchs des BK Havlíčkův Brod. Über die Junioren des HC Olomouc kam er 1997 zum HC Slavia Prag, für den er bis 2006 in über 450 Extraliga-Partien auf dem Eis stand. 2003 wurde er mit Slavia das erste Mal Tschechischer Meister. 2004 und 2006 folgten zwei Vizemeisterschaften, bevor er im Sommer 2006 zum Ak Bars Kasan wechselte. Nach einem Jahr in der russischen Superliga, in dem er mit Kasan den IIHF European Champions Cup gewann, wurde er von Kärpät Oulu aus der finnischen SM-liiga verpflichtet. Über den schwedischen Elitserien-Klub Skellefteå AIK kam er im Frühjahr 2008 wieder zu Slavia Prag zurück und gewann mit seinem Stammverein erneut die tschechische Meisterschaft. Im März 2009 wurde Novák an den BK Mladá Boleslav ausgeliehen, mit dem er den Klassenerhalt erreichte. Danach wurde er von Awtomobilist Jekaterinburg aus der KHL unter Vertrag genommen, kehrte aber schon im Oktober des gleichen Jahres nach Tschechien zurück. In den folgenden eineinhalb Jahren stand er beim HC Kometa Brno unter Vertrag.
Zur Saison 2010/11 wechselte Novák innerhalb der Extraliga zum HC České Budějovice, für den er bis 2012 spielte, ehe er vom SHC Fassa verpflichtet wurde.
Im Dezember 2012 wurden die EC Graz 99ers aus der Erste Bank Eishockey Liga zu seinem neuen Arbeitgeber. Zur Saison 2013/14 kehrte er zum HC České Budějovice zurück, der mittlerweile in der zweiten Spielklasse spielte. Parallel dazu erhielt er einige Einsätze auf Leihbasis  bei den Piráti Chomutov in der Extraliga. In der Saison 2014/15 stand Novák erneut beim HC Slavia Prag unter Vertrag und stieg mit diesem aus der Extraliga in die 1. Liga ab. Anschließend folgte eine Spielzeit beim HK 36 Skalica in der slowakischen Extraliga, ehe er 2016 nach Tschechien zum HC Most zurückkehrte. Dort spielte er bis Oktober, ehe er abermals von Slavia Prag verpflichtet wurde. Dort bekleidet er sein 2017 das Kapitänsamt.

### International
Für Tschechien nahm Novák an der Weltmeisterschaft 2004 teil, bei der er mit seiner Mannschaft den fünften Platz erreichte. Dabei gab er zwei Torvorlagen in sieben Spielen. Insgesamt absolvierte er bisher 34 Länderspiele, in denen er vier Tore erzielte.

## Erfolge und Auszeichnungen
| - 2003 Tschechischer Meister mit dem HC Slavia Prag - 2004 Tschechischer Vizemeister mit dem HC Slavia Prag - 2004 Bester Vorlagengeber der Extraliga-Playoffs - 2006 Tschechischer Vizemeister mit dem HC Slavia Prag | - 2006 Bester Verteidiger der Extraliga - 2007 IIHF-European-Champions-Cup-Gewinn mit Ak Bars Kasan - 2008 Tschechischer Meister mit dem HC Slavia Prag |